# Neukagraner Maria-Goretti-Kirche

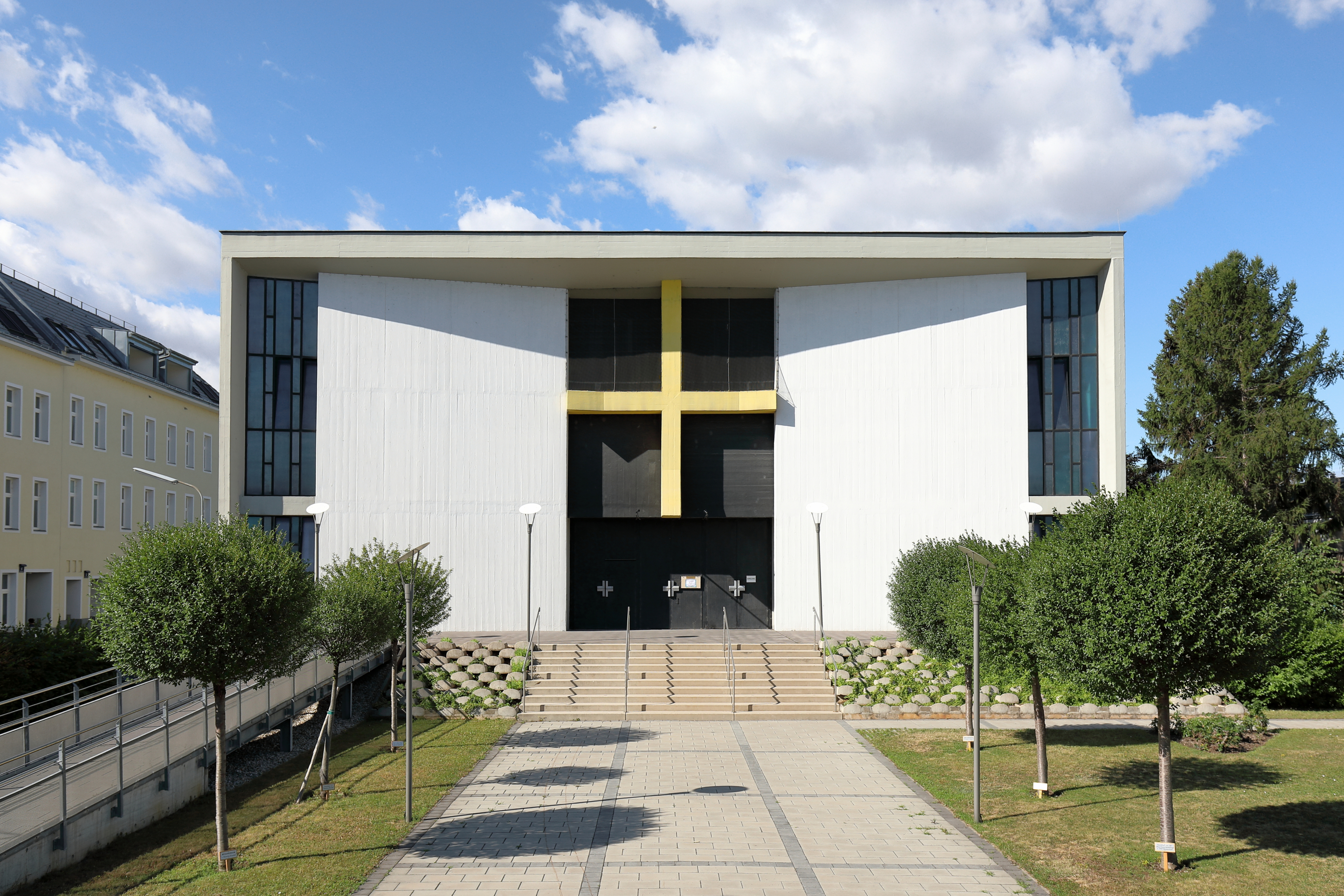
Neukagraner Pfarrkirche

Die Neukagraner Pfarrkirche Hl. Maria Goretti ist eine römisch-katholische Pfarrkirche im 22. Wiener Gemeindebezirk Donaustadt in der Erzherzog-Karl-Straße 54. Sie gehört zum Dekanat 22 im Vikariat Wien-Stadt der Erzdiözese Wien. Das Gebäude wurde nach den Plänen der Architekten Peter Czernin und Lukas Matthias Lang errichtet und steht unter Denkmalschutz.

## Geschichte
Die Grundsteinlegung für die Kirche fand am 12. September 1959 statt. Am 18. Dezember 1960 erfolgte die Weihe der Kirche mit dem Patrozinium der heiligen Maria Goretti durch Kardinal Franz König. Ein geplanter campanileartiger Kirchturm wurden nicht ausgeführt. Im Jahr 1963 wurde die Filialkirche zur Pfarrkirche erhoben.

## Beschreibung
Die Saalkirche mit trapezförmigem Grundriss und zum Altar hin abfallenden Fußboden hat eine neuartige Hängedachkonstruktion, die allerdings sehr reparaturanfällig ist. An der Fassade der Eingangsfront dominiert ein großes Betonkreuz. Die betongefassten Buntglasfenster wurden vom akademischen Künstler Kurt Liebermann (1925–2008) entworfen. Das Kreuz fertigte der Bildhauer Mathias Hietz.